# Buffalo wings
Le Buffalo wings o Buffalo chicken wings sono un antipasto statunitense originario della città di Buffalo (New York). 
Sono sezioni di ali di pollo che vengono generalmente fritte e poi ricoperte o immerse in un condimento composto da salsa al pepe di Caienna e burro fuso prima di essere servite. In genere vengono servite calde, insieme a bastoncini di sedano o di carota e salsa blue cheese o salsa ranch.
Nonostante le origini incerte, le Buffalo wings acquisirono popolarità negli Stati Uniti e all'estero e alcune catene di ristoranti nordamericani le resero il piatto principale del loro menù. Il nome "Buffalo" viene anche applicato ad altri cibi fritti speziati e serviti con salse di contorno, compresi le chicken fingers, chicken fries, crocchette di pollo, popcorn di pollo e gamberetti. Descrive anche altri piatti, come la pizza, conditi con salsa alla Buffalo o altri condimenti inventati a Buffalo.

## Storia

### Origini

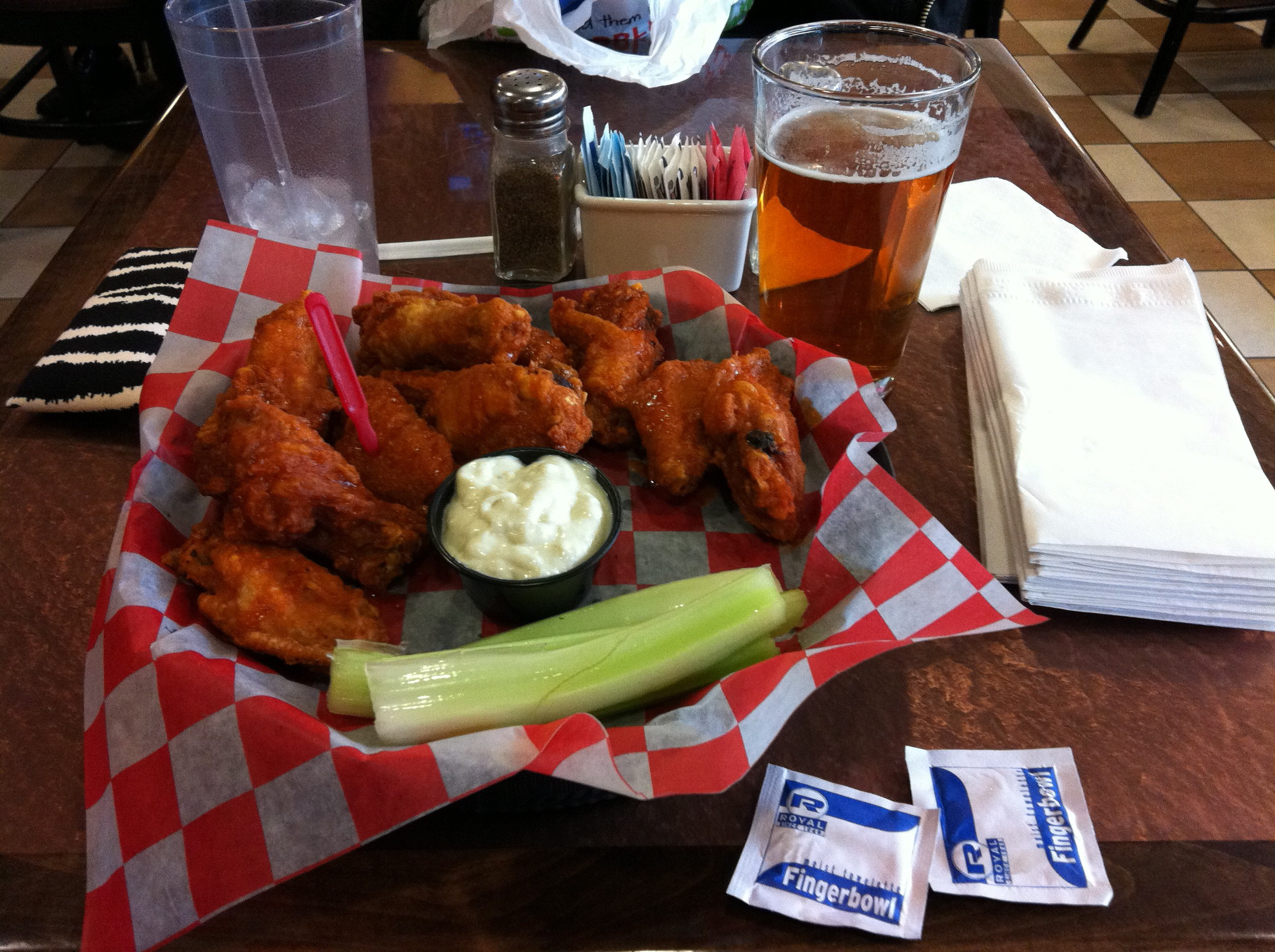
Un piatto di Buffalo wings

Ci sono molte varianti sull'invenzione delle Buffalo Wings. Secondo alcune testimonianze, il piatto venne preparato per la prima volta nel 1964 presso l'Anchor Bar di Buffalo (New York), da Teressa Bellissimo. All'epoca le ali di pollo erano poco costose e poco richieste e venivano utilizzate principalmente per cucinare del brodo o della zuppa.
Un'altra versione della storia vuole che dopo l'inaspettato ritorno a casa in tarda notte del loro figlio Dominic e di alcuni suoi amici del college, Teressa avesse avuto bisogno di preparare uno spuntino veloce e facile da presentare ai suoi ospiti. Fu allora che le venne in mente l'idea di friggere le ali di pollo e di gettarle nella salsa piccante di Caienna.
 

Dominic raccontò al New Yorker: 
 Dominic affermò infine che fu sua madre Teressa a ideare le ali di pollo Buffalo.
Secondo una quarta variante, Teressa inventò le Buffalo wings dopo aver ricevuto per sbaglio dai suoi rifornitori delle ali di pollo invece che delle schiene e dei colli di pollo che avrebbe altrimenti utilizzato per cucinare della salsa per gli spaghetti.
Tuttavia, sebbene un articolo pubblicato dall'Anchor Bar in un giornale locale nel 1969 non menzioni le ali di Buffalo, un concorrente locale della Anchor Bar, la Duff's Famous Wings, iniziò a vendere le ali di Buffalo in quell'anno.
Un'altra variante sull'origine delle Buffalo Wings vuole che un uomo di nome John Young, trasferitosi a Buffalo dall'Alabama nel 1948, abbia iniziato a servire ali di pollo intere impanate, fritte e servite nella sua speciale "salsa di mambo" a base di pomodori nel suo ristorante di Buffalo a partire dal 1964. Prima di aprire il suo ristorante avrebbe avuto una conversazione con un pugile e, stando a quanto dichiarò durante un'intervista "(il pugile) mi ha detto che c'era un ristorante, a Washington DC, che stava facendo affari con le ali, quindi ho deciso di specializzarmi". Young dichiarò nella stessa intervista che la Anchor Bar non offriva le ali di Buffalo come voce regolare del menu fino al 1974. Young avrebbe registrato il nome del suo ristorante, John Young's Wings 'n Things, nel tribunale della contea prima di lasciare l'area di Buffalo nel 1970. Nel 2013, al National Buffalo Wing Festival, tenutosi a Buffalo, New York, i contributi di John Young furono riconosciuti quando venne inserito nella National Buffalo Wing Hall of Flame del festival.

### Diffusione

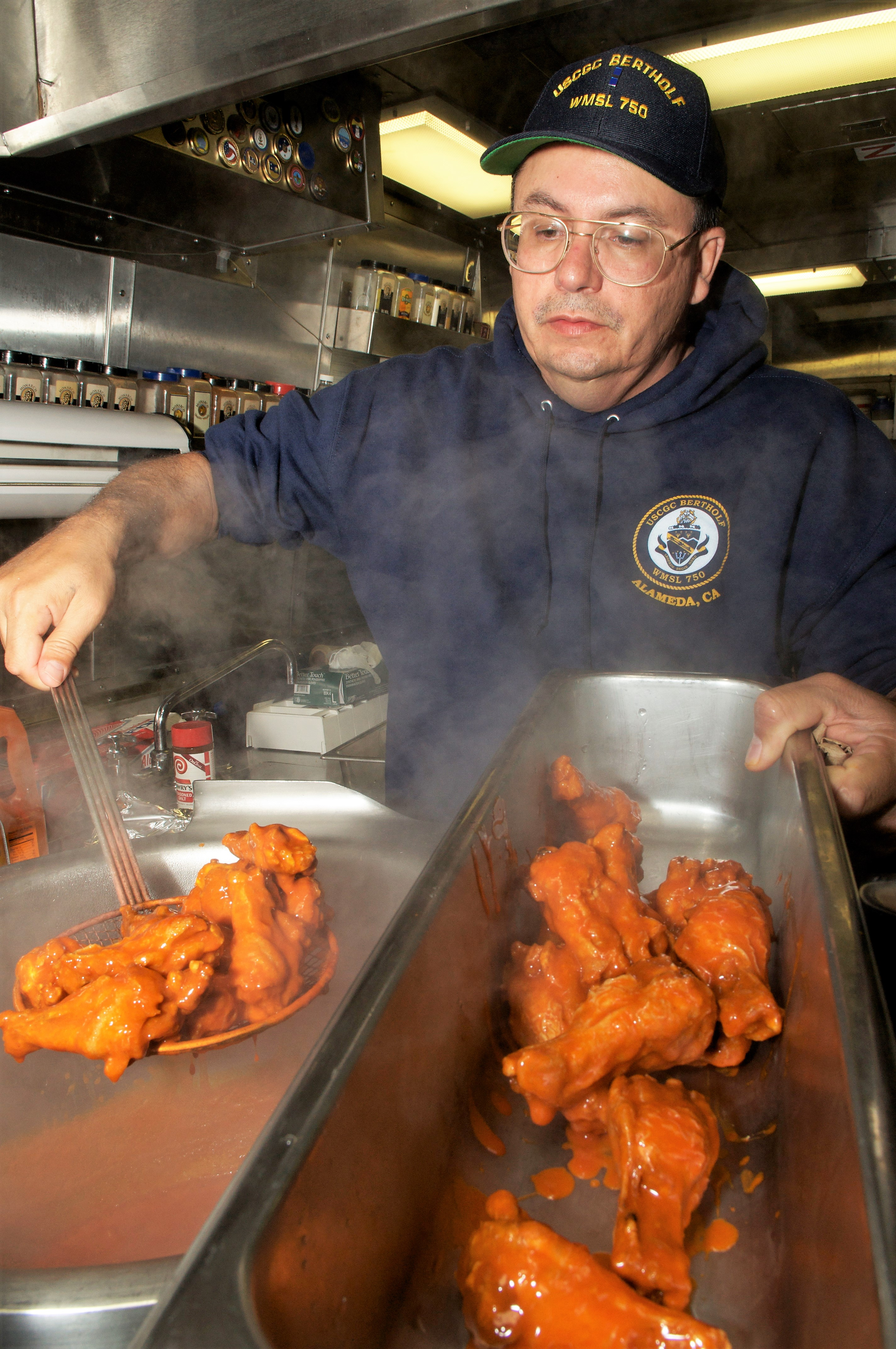
Preparazione delle Buffalo wings

Il 29 luglio 1977 la città di Buffalo pubblicò un proclama ufficiale, scritto dal co-proprietario dell'Anchor Bar Frank Bellissimo, che celebrava il Chicken Wing Day. Durante gli anni settanta e ottanta le ali di Buffalo guadagnarono popolarità come cibo da bar e antipasto negli Stati Uniti e in Canada. Emersero grandi franchigie specializzate nelle ali di Buffalo, in particolare Buffalo Wild Wings fondata nel 1982 e Hooter's nel 1983. McDonald's iniziò a vendere le sue Mighty Wings come oggetto opzionale nel 1990 nei suoi ristoranti degli Stati Uniti. Nel 1994, dopo quattro presenze del Super Bowl della squadra di baseball Buffalo Bills, la catena Domino's Pizza aggiunse le ali di Buffalo al loro menu nazionale, seguita da Pizza Hut l'anno successivo.
Man mano che il mercato delle ali di pollo cresceva, i ristoranti cominciarono a creare e utilizzare una varietà di salse oltre a quella di Buffalo. Alcune di queste salse sono ispirate direttamente dalla cucina cinese, giapponese, thailandese, caraibica e indiana. Altri sapori creati dai ristoranti includono combinazioni uniche, come ad esempio Blueberry BBQ Wing Sauce e Maple / Bacon Glaze, inventate per aiutare a mantenere l'interesse dei clienti e far crescere le loro attività. A causa dell'aumento del costo delle ali di pollo e del desiderio di alcuni clienti di usufruire un'esperienza gastronomica più ordinata, i ristoranti iniziarono a offrire un menu dedicato a delle "ali disossate" commercializzate con il nome "wyngz". Le ali disossate sono essenzialmente piccoli pezzi di petto di pollo senza pelle, disossati e ricoperti di farina e spezie, poi fritti o al forno. Di solito sono rivestiti o serviti con salse simili a quelle delle ali di pollo. La crescita della popolarità e dei consumi di ali di Buffalo e nei ristoranti che servono ali di pollo portarono negli anni 2010 a una reale e percepita carenza di ali di pollo negli Stati Uniti in determinati periodi.
In molte zone degli Stati Uniti si tengono festival dedicati alle ali di pollo dedicati anche alle ali di Buffalo come il Wing Bowl di Philadelphia e il National Buffalo Wing Festival. Molti ristoranti degli USA incitano i loro clienti a consumare il maggior numero di ali di pollo speziate e piccanti nel minor tempo possibile. Molti bar e ristoranti creano intenzionalmente una salse molto piccanti per rendere più ardua la sfida, e i clienti sono generalmente premiati con la loro foto pubblicata sul muro del ristorante o sul sito web, una maglietta, commemorativa, un pasto gratuito o una combinazione di premi per aver completato la sfida con successo.

## Preparazione
Le ali di pollo usate per le ali di Buffalo sono solitamente segmentate in tre parti e la loro sezione finale viene scartata. In genere, le ali sono fritte nell'olio e dopo essere state ben rosolate impanate o rivestite di farina. In alternativa, possono essere cotte al forno o grigliate.
Normalmente le chicken wings di Buffalo sono rivestite da una salsa a base di pepe di Caienna e di burro fuso o, in alternativa, di margarina.
Dopo essere state cotte, le ali di pollo vengono poste in una ciotola o in una pentola dove vengono rivestite nella salsa piccante prima di essere servite. La salsa piccante viene mescolata alle ali di pollo a  temperatura a piacere e può presentare, a seconda dei casi, sempre diversi livelli di piccantezza. Tradizionalmente, le ali di Buffalo vengono servite con bastoncini di sedano, carota e salsa blue cheese a parte.